# Atilano Rodríguez Martínez
Atilano Rodríguez Martínez (San Julián de Arbás, 25 ottobre 1946) è un vescovo cattolico spagnolo, dal 31 ottobre 2023 vescovo emerito di Sigüenza-Guadalajara.

## Biografia
Atilano Rodríguez Martínez è nato a San Julián de Arbás, nella comarca di Narcea, il 25 ottobre 1946.

### Formazione e ministero sacerdotale
Ha compiuto gli studi ecclesiastici presso il seminario di Oviedo. Nel 1992 ha conseguito la licenza in teologia dogmatica presso la Pontificia Università di Salamanca.
Il 15 agosto 1970 è stato ordinato presbitero per l'arcidiocesi di Oviedo nella sua parrocchia natale da monsignor Gabino Díaz Merchán. Dall'ottobre del 1970 all'agosto 1973 è stato vicario economo della parrocchia di Santa Maria a Berducedo e della sua sussidiaria di Santa Maria Maddalena a Pola de Allande, occupandosi contemporaneamente anche delle parrocchie di Santa Maria e di Sant'Emiliano a Lago. Dal 20 agosto 1973 al 30 giugno 1977 ha prestato servizio come formatore nel seminario minore di Oviedo. Su richiesta di monsignor Elías Yanes Álvarez, arcivescovo di Saragozza, è stato suo segretario particolare dal 1º luglio 1977 al 30 novembre 1992. Tornato nella sua diocesi nativa, è stato nominato parroco in solido moderatore della squadra sacerdotale della parrocchia del Buon Pastore a Gijón. Il 6 giugno 1994 il vescovo lo ha nominato arciprete di Gijón. Il giorno successivo i sacerdoti del vicariato settentrionale lo hanno eletto membro del consiglio presbiterale. Il 13 novembre 1995 è stato nominato membro del collegio dei consultori.

### Ministero episcopale
Il 5 gennaio 1996 papa Giovanni Paolo II lo ha nominato vescovo ausiliare di Oviedo e titolare di Orea. Ha ricevuto l'ordinazione episcopale il 18 febbraio successivo nella cattedrale del Santo Salvatore a Oviedo dall'arcivescovo metropolita di Oviedo Gabino Díaz Merchán, co-consacranti l'arcivescovo metropolita di Saragozza Elías Yanes Álvarez e il vescovo di Sigüenza-Guadalajara José Sánchez González. Alla cerimonia hanno partecipato altri undici vescovi e trecento sacerdoti.
Il 26 febbraio 2003 lo stesso papa Giovanni Paolo II lo ha nominato vescovo di Ciudad Rodrigo. Ha preso possesso della diocesi il 6 aprile successivo.
Il 2 febbraio 2011 papa Benedetto XVI lo ha nominato vescovo di Sigüenza-Guadalajara. Ha preso possesso della diocesi il 2 aprile successivo con una cerimonia nella cattedrale di Santa Maria a Sigüenza. Il giorno successivo ha visitato la concattedrale di Santa Maria a Guadalajara.
Nel marzo del 2014 ha compiuto la visita ad limina.
Il 31 ottobre 2023 papa Francesco ha accolto la sua rinuncia al governo pastorale della diocesi di Sigüenza-Guadalajara per raggiunti limiti di età; gli è succeduto Julián Ruiz Martorell, fino ad allora vescovo di Huesca e di Jaca.
La 66ª assemblea plenaria della Conferenza episcopale spagnola del novembre del 1996 lo ha eletto membro della commissione per le migrazioni, affidandogli in particolare la pastorale delle missioni spagnole in Francia. La 71ª assemblea plenaria del marzo del 1999 lo ha eletto membro della commissione per la pastorale, affidandogli in particolare la pastorale delle prigioni. La 78ª assemblea plenaria del febbraio del 2002 lo ha eletto membro della commissione per l'apostolato secolare e consigliere nazionale dell'Azione Cattolica spagnola. Dal 2014 al 2017 è stato membro della commissione per la pastorale sociale e vescovo responsabile della Caritas spagnola. Dal 14 marzo 2017 è presidente della stessa commissione.

## Genealogia episcopale
La genealogia episcopale è:
- Cardinale Scipione Rebiba
- Cardinale Giulio Antonio Santori
- Cardinale Girolamo Bernerio, O.P.
- Arcivescovo Galeazzo Sanvitale
- Cardinale Ludovico Ludovisi
- Cardinale Luigi Caetani
- Cardinale Ulderico Carpegna
- Cardinale Paluzzo Paluzzi Altieri degli Albertoni
- Papa Benedetto XIII
- Papa Benedetto XIV
- Papa Clemente XIII
- Cardinale Marcantonio Colonna
- Cardinale Giacinto Sigismondo Gerdil, B.
- Cardinale Giulio Maria della Somaglia
- Cardinale Carlo Odescalchi, S.I.
- Cardinale Costantino Patrizi Naro
- Cardinale Serafino Vannutelli
- Cardinale Domenico Serafini, Cong. Subl. O.S.B.
- Cardinale Pietro Fumasoni Biondi
- Cardinale Antonio Riberi
- Arcivescovo Gabino Díaz Merchán
- Vescovo Atilano Rodríguez Martínez

## Araldica
| Stemma | Titolare                                                   | Blasonatura | Interpretazione |
|        | Atilano Rodríguez Martínez Vescovo di Sigüenza-Guadalajara | Scudo sannitico, controinquartato. Al primo quarto, partito d'argento alla cattedrale di Ciudad Rodrigo dello stesso, bordata di nero, e di rosso a tre sbarre cucite di verde. Al secondo quarto troncato d'azzurro alla Croce degli angeli della Santa Camera della cattedrale di Oviedo al naturale e d'argento alle otto onde d'azzurro. Al terzo quarto d'oro a cinque stelle (8) d'azzurro. Al quarto quarto troncato d'azzurro alla cattedrale di Sigüenza al naturale e d'argento a cinque conchiglie dello stesso. Il tutto bordato d'argento e caricato del motto Evangelizare pauperibus misit me. | Lo stemma di monsignor Atilano Rodríguez Martínez è di tipo spagnolo, francese e italiano ed è diviso di quattro campi uguali. Nel primo campo vi è la torre della cattedrale di Ciudad Rodrigo su sfondo argento e accanto sette fasce, in diagonale, di colore verde e rosso. Nel secondo campo vi è la croce degli angeli della Santa Camera della cattedrale di Oviedo su campo blu. Sotto vi sono le onde del mare su campo argento. Nel terzo campo vi sono cinque stelle a otto punte azzurre su campo oro. Nel quarto campo vi è un'immagine della cattedrale di Sigüenza su campo azzurro con sotto cinque conchiglie argento su campo dello stesso colore. Le fasce, le conchiglie, le onde del mare e le stelle fanno parte dello stemma di famiglia del vescovo che decora la facciata della sua casa padronale a Trascastro, nelle Asturie. Monsignor Rodríguez Martínez ha studiato al seminario di Oviedo e in quella diocesi ha prestato servizio come sacerdote e vescovo ausiliare. La croce degli angeli ricorda questi primi anni di ministero. Quando è stato nominato vescovo di Ciudad Rodrigo ha aggiunto un'immagine della torre della cattedrale, la "fortíssima civitatensis". Quando è stato nominato vescovo di Sigüenza-Guadalajara ha aggiunto un'immagine della sua cattedrale. Come motto ha scelto l'espressione Evangelizare pauperibus misit me. Esso gli ricorda di ascoltare e imitare Gesù, il Buon Pastore. |